# 麥可·傑克森的月球漫步
《麥可·傑克森的月球漫步》，又稱《外星戰將》，是多款改編自流行音樂家麥可·傑克森在1988年電影《月球漫步者》的電子遊戲的名稱，包括U.S. Gold在1989年發行的多款家用電腦遊戲，SEGA在1990年開發的兩款清版動作遊戲，每款遊戲的主題都有約略涉及電影的劇情，故事描述麥可·傑克森透過他的精湛舞技擊倒對手，從邪惡的反派Mr.Big手中救回被綁架的孩子。

## 家用電腦版
此遊戲版本適用於當時最流行的8位元和16位元家用電腦，由愛爾蘭的綠寶石軟體和美國打孔軟體（American Keypunch Software）這兩家規模不大的軟體公司進行開發，由U.S. Gold發行。

### 家用電腦版遊戲機制
遊戲設有四道關卡，第一關是俯瞰視角的迷宮；第二關的風格類似，玩家必須騎機車蒐集代幣；第三關是橫向卷軸遊戲，玩家要蒐集子彈並攻擊黑幫成員，此關卡劇情改編自《Smooth Criminal》；最終關卡裡，玩家將操控機器人射擊敵對的士兵。

## 街機版
與家用電腦版有別，《麥可·傑克森的月球漫步》街機版由世嘉和Triumph聯合開發，世嘉負責程式設計，Triumph負責美術和音樂，在Sega System 18上發行，這是受世嘉自殺電池影響的遊戲之一（此種電池會在壽命結束時，致使遊戲無法繼續遊玩）。相較於家用電腦版和家用主機版，此版本的遊戲更強調清版動作的元素，而非平台遊戲的元素。

### 街機版遊戲機制
此遊戲為清版動作遊戲，玩家控制麥可·傑克森，讓他發出魔法能量射擊對手，長按攻擊鍵不放可增強魔法的威力和射程，如果與敵人的距離較近，麥可·傑克森會使用魔法進行迴旋攻擊。
在機台允許的情況下，遊戲可以同時讓三名玩家遊玩，三個麥可·傑克森的服裝依序是白色、紅色和黑色。麥可·傑克森的特殊攻擊被稱為「魔法舞技」（Dance Magic），分為三種模式。
在每個關卡裡，都會出現黑猩猩泡泡，這是現實中麥可·傑克森飼養的寵物。而當玩家在遊戲中救出或找到泡泡時，泡泡就會讓麥可·傑克森變身成麥可·傑克森機器人，此版本的麥可·傑克森可以射出雷射光和導彈，承受傷害的能力也會更強。

## 家用主機版本
此遊戲玩法與街機版本大相逕庭，家用主機版本在世嘉的Mega Drive和Master System上發行，而PEGI也有對此遊戲進行分級，以便此遊戲在Virtual Console上發行，不過之後並未實行。家用主機版遊戲可以說是家用電腦版的升級版，遊戲玩法與《忍》系列相似，玩家必須在遊戲中操控麥可·傑克森，讓他起舞並擊倒對手，救出所有被Mr. Big綁架的孩子。遊戲中的關卡和音樂都是取自於電影和麥可·傑克森的專輯《顫慄》。

### 家用主機版遊戲機制
遊戲劇情著重於尋找孩童，這些孩童都像電影裡的凱蒂一樣，分散在遊戲各場景中，有些還藏在門或其他物體後面，而這些物體有些還暗藏敵人。麥可·傑克森的普通攻擊是他的招牌高腳踢動作，這是他舞蹈的一部分。如果玩家長按踢腿按鈕，並控制麥可·傑克森向後移動，他就會跳起月球漫步。

## 評價
此遊戲評價毀譽參半，電腦雜誌《Your Sinclair》將遊戲的Spectrum版與《護手 (遊戲)》和《野狼計劃》相互比較，稱其動畫效果極佳，有著超乎想像的樂趣。《MegaTech》表示，Megadrive版本是款令人上癮的遊戲，美術效果極佳，《MegaTech》將此遊戲列在有史以來最佳的Megadrive遊戲中的第91名，稱其水準平均。2004年，此遊戲的Genesis版本被列入GameSpot有史以來最佳遊戲列表中。

## 影響
在此遊戲之後，麥可·傑克森還在Sega的節奏遊戲《Space Channel 5》、《Space Channel 5: Part 2》中作為角色登場。不過在《Space Channel 5》的VR重製版中，麥可·傑克森並未登場。麥可·傑克森還在《Ready 2 Rumble Boxing: Round 2》中登場，擔任隱藏角色。《憤怒電玩宅》的第63集以此遊戲的Genesis版為主題。

## 樣機
在1990年4月24日發行的Sega Genesis版樣機之中，收錄了各版本之間的差異，包括完整的《顫慄》音樂，布局有別的關卡、有細微差異的其他曲目、不同的過場動畫等。樣機被Landon White收購。

## 外部連結
- 莫比游戏上的《麥可·傑克森的月球漫步》（英文） (console versions)
- 莫比游戏上的《麥可·傑克森的月球漫步》（英文） (computer versions)
- ScrewAttack's Video Retrospective of the Arcade & Mega Drive Versions
- HonestGamers Arcade Review （页面存档备份，存于）